# Macrolaimus hamatus
Macrolaimus hamatus is een rondwormensoort. De wetenschappelijke naam van de soort is voor het eerst geldig gepubliceerd in 1937 door Thorne.